# T.Palm-Pôle Continental Wallon
T.Palm-Pôle Continental Wallon (Kod UCI: PCW) – belgijska zawodowa grupa kolarska istniejąca w latach 2006–2018. Od początku istnienia znajdowała się w dywizji UCI Continental Teams. Kierownikiem zespołu był Belg Pierre Pirard, a dyrektorami sportowymi grupy byli Belgowie Pascal Pieterarens i Mathieu Pirard.

## Nazwa grupy w poszczególnych latach
| lata      | nazwa                                           |
| --------- | ----------------------------------------------- |
| 2006      | Pôle Continental Wallon-Davitamon-Euro Millions |
| 2007      | Pôle Continental Wallon-Bergasol-Euro Millions  |
| 2008      | Bodysol-Euro Millions-Pôle Continental Wallon   |
| 2009–2010 | Lotto-Bodysol                                   |
| 2011      | Lotto-Bodysol-Pôle Continental Wallon           |
| 2012      | Lotto-Pôle Continental Wallon                   |
| 2012–2018 | T.Palm-Pôle Continental Wallon                  |

## Ostatni skład (2018)
| Imię i nazwisko    | Data urodzenia            | Narodowość      |
| ------------------ | ------------------------- | --------------- |
| Hampus Anderberg   | 25 maja 1996(dts)         | Szwecja         |
| Andreas Andersson  | 8 października 1999(dts)  | Szwecja         |
| Sebastien Carabin  | 28 marca 1989(dts)        | Belgia          |
| Michael Cools      | 12 września 1994(dts)     | Belgia          |
| Ugo D’Angelo       | 15 października 1998(dts) | Belgia          |
| Vincent De Sy      | 23 października 1995(dts) | Belgia          |
| Jelle De Ville     | 10 lipca 1995(dts)        | Belgia          |
| Merlijn Decoster   | 11 listopada 1994(dts)    | Belgia          |
| William Elliott    | 4 kwietnia 1995(dts)      | Kanada          |
| Guillaume Haag     | 9 listopada 1989(dts)     | Belgia          |
| Max Emil Kørner    | 3 czerwca 1991(dts)       | Norwegia        |
| Ross Lamb          | 12 października 1995(dts) | Wielka Brytania |
| Adam Lewis         | 21 sierpnia 1995(dts)     | Wielka Brytania |
| Arthur Pagnaer     | 25 kwietnia 1995(dts)     | Belgia          |
| Tomas Petit        | 7 listopada 1996(dts)     | Belgia          |
| Yorick Slagmulders | 29 sierpnia 1995(dts)     | Belgia          |
| Edward Walsh       | 22 listopada 1996(dts)    | Kanada          |

## Ważniejsze sukcesy

### 2008
- 3. miejsce w GP Stad Zottegem, Fabio Polazzi
- 9. miejsce w GP Stad Zottegem, Jeremy Burton
- 11. miejsce w Chrono Des Nations, Hophra Gerard

### 2009
- 8. miejsce w  Mistrzostwach Belgii U23 w jeździe indywidualnej na czas, Hophra Gerard
- 11. miejsce w Nationale Sluitingprijs, Romain Fondard
- 14. miejsce w Paryż-Tours U23, Edwig Cammaerts
- 15. miejsce w Paryż-Bruksela, Romain Fondard

### 2010
- 10. miejsce w Paryż-Bruksela, Edwig Cammaerts

### 2012
- 1. miejsce w Grand Prix Criquielion, Tom David

### 2014
- 10. miejsce w Nationale Sluitingprijs, Andrew Ydens